# Campeonato Mundial de Curling Masculino de 2025
El LXVII Campeonato Mundial de Curling Masculino se celebró en Moose Jaw (Canadá) entre el 29 de marzo y el 6 de abril de 2025 bajo la organización de la Federación Mundial de Curling (WCF) y la Federación Canadiense de Curling.
Las competiciones se realizaron en el Centro de Eventos de Moose Jaw.

## Tabla de posiciones
| Pos | Equipo          | G  | P  | G–P |
| --- | --------------- | -- | -- | --- |
| 1   | Canadá          | 11 | 1  | –   |
| 2   | Suiza           | 9  | 3  | –   |
| 3   | China           | 8  | 4  | 2–0 |
| 4   | Suecia          | 8  | 4  | 1–1 |
| 5   | Escocia         | 8  | 4  | 0–2 |
| 6   | Noruega         | 7  | 5  | –   |
| 7   | República Checa | 6  | 6  | –   |
| 8   | Alemania        | 5  | 7  | 1–1 |
| 9   | Japón           | 5  | 7  | 1–1 |
| 10  | Italia          | 5  | 7  | 1–1 |
| 11  | Estados Unidos  | 4  | 8  | –   |
| 12  | Austria         | 1  | 11 | 1–0 |
| 13  | Corea del Sur   | 1  | 11 | 0–1 |

## Cuadro final
|  | Clasif. a semifinales | Clasif. a semifinales |         |   | Semifinales | Semifinales  |              |         | Final | Final |  |
|  |                       |                       |         |   |             |              |              |         |       |       |  |
|  |                       |                       |         |   |             |              |              |         |       |       |  |
|  |                       |                       |         |   |             |              |              |         |       |       |  |
|  |                       |                       |         |   |             |              |              |         |       |       |  |
|  |                       |                       |         |   |             |              |              |         |       |       |  |
|  |                       | Canadá                | 4       |   |             |              |              |         |       |       |  |
|  |                       |                       | 4       |   |             |              |              |         |       |       |  |
|  |                       |                       | Escocia | 7 |             |              |              |         |       |       |  |
|  | Suecia                | 7                     | Escocia | 7 |             |              |              |         |       |       |  |
|  | Suecia                | 7                     |         |   |             |              |              |         |       |       |  |
|  | Escocia               | 8                     |         |   |             |              |              |         |       |       |  |
|  | Escocia               | 8                     |         |   |             |              |              | Escocia | 5     |       |  |
|  |                       |                       |         |   |             |              |              | Escocia | 5     |       |  |
|  |                       |                       | Suiza   | 4 |             |              |              |         |       |       |  |
|  |                       |                       | Suiza   | 4 |             |              |              |         |       |       |  |
|  |                       |                       |         |   |             |              |              |         |       |       |  |
|  |                       |                       |         |   |             |              |              |         |       |       |  |
|  |                       | Suiza                 | 7       |   |             | Tercer lugar | Tercer lugar |         |       |       |  |
|  |                       |                       | 7       |   |             | Tercer lugar | Tercer lugar |         |       |       |  |
|  |                       |                       | China   | 3 |             |              |              |         |       |       |  |
|  | China                 | 8                     | China   | 3 |             |              | Canadá       | 11      |       |       |  |
|  | China                 | 8                     |         |   |             |              | Canadá       | 11      |       |       |  |
|  | Noruega               | 7                     |         |   |             |              |              |         | China | 2     |  |
|  | Noruega               | 7                     |         |   |             |              |              |         | China | 2     |  |
|  |                       |                       |         |   |             |              |              |         |       |       |  |

## Medallistas
| Evento    | Oro                                                                        | Plata                                                                                   | Bronce                                                                                 |
| --------- | -------------------------------------------------------------------------- | --------------------------------------------------------------------------------------- | -------------------------------------------------------------------------------------- |
| Masculino | Escocia Bruce Mouat Grant Hardie Robert Lammie Hammy McMillan Kyle Waddell | Suiza · Benoît Schwarz · Yannick Schwaller · Sven Michel · Pablo Lachat · Kim Schwaller | Canadá · Bradley Jacobs · Marc Kennedy · Brett Gallant · Benjamin Hebert · Tyler Tardi |